# Torbe
Ignacio Allende Fernández, más conocido como Torbe (Portugalete; 25 de mayo de 1969), es un director, productor y actor de metrajes para adultos español. Aunque inicialmente fue dibujante y autor de cómics, es principalmente conocido por su trabajo en el cine porno. Durante siete años creó, dirigió y editó la revista de cómics La Comictiva.
Su alias proviene de la acotación de Natxo Torbellino, el apodo que tenía en el grupo musical Miles de Albañiles, y el cual usa desde el año 1996. Al descubrir Internet tuvo que reducir el mismo a Torbe para entrar en chats, y desde entonces lo emplea siempre. En la industria española fue conocido durante muchos años como «el rey del porn0 freak», ya que en sus primeras producciones realizaba una mezcla de humor y sexo que afirmó haber inventado él mismo y popularizado a través de su sitio Putalocura.com.

## Biografía

### Primeros trabajos
Tras dejar el instituto, que realizó en el colegio Munabe del Opus Dei, en Lujua, Vizcaya, desde los 13 a los 18 años, en el que destacó principalmente por sus dotes de dibujante, colabora con programas de diferentes cadenas de radio entre finales de los años 80 y principios de los 90, ganando en 1987 el concurso de DJs de Los 40 Principales de San Sebastián. También trabajó en otras radios locales, como Radio Rentería, Vilassar Radio, Radio Miramar San Sebastián y Radio Capdepera de Mallorca.
A principios de los 90 trabajó como dibujante animador en una película de dibujos animados hecha en San Sebastián, La leyenda del viento del Norte, en cuyos créditos finales aparece como «Nacho Allende». En esos años, para sobrevivir, alterna la radio con el cómic y las ilustraciones y en verano trabaja en diferentes hoteles y discotecas como animador y decorador de fiestas.
Como historietista, publicó sus cómics en las revistas TMEO, La Comictiva, ¡¡Al Ataque!!, Makoki, e innumerables fanzines locales. De la revista/fanzine de cómics La Comictiva fue fundador, director y editor desde 1994 a 2000. Durante los 7 años que estuvo en el mercado esa revista/fanzine publicó en total 20 números y estuvo nominada una vez en el Salón del Cómic de Barcelona como mejor fanzine en 1995. Publicó a numerosos dibujantes, algunos de los cuales como Álex de la Iglesia o Santiago Segura también se dedicarían posteriormente al mundo del cine y la televisión. Durante una entrevista de 2002, otro de estos historietistas, José Luis Ágreda, le recomendaría

poner toda su energía, que suele ser bastante, en una sola cosa y hacerla lo mejor posible, sin distracciones. Evitar dar esa impresión amateur que, supongo que involuntariamente, le sale.
José Luis Ágreda

Asimismo, hizo muchas ilustraciones para agencias de publicidad y vivió de las caricaturas durante unos veranos en fiestas de San Fermín, Canarias y Mallorca.
Desde 1995 a 1998, también trabajó en Onda Cero Bilbao de manera profesional, haciendo sendos programas de humor y sobre cine y cómic. En 1996 fundó el grupo musical Miles de albañiles junto a Rober Garay y Javier Mutante Lete. Con el grupo llegaron a la final del concurso Imaginarock de Cadena 100 en el año 1998 por Bilbao. Hicieron más de 60 conciertos, llegando a sacar una cinta con el nombre de Gritis Jits. El pseudónimo Torbe proviene de Torbellino, nombre con que era apodado en este grupo, pero al irrumpir Internet lo abrevió para chatear, usándolo de forma profesional desde 1996. El grupo se escindió en 1999.

### El ascenso a la popularidad
En 1996 creó la llamada Página Torbellinesca y en 1999 creó el dominio Putalocura.com que recibe más de 300 000 visitas únicas diarias.
Ha colaborado con TeleBilbao en Que te doy con el pico de la plancha, presentado por Iñaki López. En la ETB2 junto a Carlos Sobera en el programa Arde la tarde, y también con Antxon Urrosolo. En Telecinco y Antena 3, siempre en programas de humor y como tertuliano en debates. También ha acudido como invitado a Crónicas Marcianas, Uno para todas, El Vagamundo, Investigación TV, Sabor a verano y otros. Se le conoce también como La Cerda por sus participaciones en el programa de Jesús Quintero en donde aparecía con un pijama rosa con la palabra «cerda». Algunos vídeos están en YouTube.
Se inició en el porno para internet con la serie Torbe y sus Cerdillas en 2000. Participó como actor de reparto en películas dirigidas por Santiago Segura, como Torrente 2: Misión en Marbella (2001), donde su personaje emite un gruñido estridente parecido a una cerda después de recibir un tiro en la oreja, o Torrente 3: El protector (2005), donde interpreta a un ninja apaleado. Además ha colaborado como actor en la película Isi & Disi: alto voltaje, haciendo de gruista. Así como en Torrente 4: Lethal Crisis y Torrente 5: Operación Eurovegas.
En 2007 y 2008 colaboró en el programa de humor de La Sexta Sabías a lo que venías, en horario nocturno, presentado por Santiago Segura. Aparece como colaborador en los 26 programas (2 temporadas) hablando de porno y sexo. También ha participado como actor en 20 películas porno de gran presupuesto y como director y actor en más de 1600 escenas de sexo. A su vez, es dueño de la productora, editora y distribuidora porno de vídeo «Perroflauta Producciones SL». En 2005 estuvo nominado como mejor actor de reparto en los Premios AVN, realizados en Las Vegas y considerados como «los Oscar» del cine porno.
En 2013 decide retomar la carrera de cantante, abandonada en 1998, con su sencillo La puntita nada más.
A finales de 2019 retoma su carrera de dibujante de cómics, publicando el álbum Mariano Malaostia.

### Delitos y condenas
En 2005, el ayuntamiento de Torrelavega (Cantabria) lo denunció por un artículo de su página web que escribió un año antes, en el que llamaba feas a las mujeres de esta localidad y lo ilustraba con fotos de mujeres de Torrelavega. En septiembre de 2006 fue detenido por este motivo estando retenido durante cinco horas en el calabozo. Tras declarar ante el juez fue puesto en libertad con la obligación de presentarse en el juzgado cada lunes.
En octubre del año 2006 fue detenido acusado de incluir a una chica de 17 años en una de sus películas pornográficas. Dos días después fue puesto en libertad sin cargos por el juez. Nunca se llegó a emitir el vídeo de esa chica y declaró que había sido víctima del engaño de otras personas. También declaró que desconocía el hecho probado de que fuera menor de edad, asegurando que siempre les exigía el documento de identidad.
En febrero de 2012 fue condenado por la Audiencia Provincial de Madrid por estafa a un año de cárcel por ganancia ilícita en un concurso televisivo llamado La Hora de Oro en donde los espectadores debían llamar para acertar la pregunta a cambio de un premio. El tribunal señala en su escrito que «existió engaño» y que los dos acusados, «en ejecución de un plan preconcebido, resolvieron desviar las llamadas que recibían por error» a un número 803 para obtener «un mayor beneficio económico en detrimento del patrimonio» de al menos seis personas, según un despacho de la agencia española de noticias EFE y publicado en el periódico El País el 21 de febrero de 2012. A los concursantes se les pedía que llamaran a otro número para cobrar el dinero, donde otras personas los retenían al teléfono el mayor tiempo posible con el fin de cobrar la tarificación adicional de la llamada. En su blog da su versión de los hechos, y dice haber sido engañado por un trabajador y por los denunciantes, que dijeron que habían sido estafados por él, pero que no tenía ninguna relación con Canal7, el canal donde se produjo la estafa, ni con la empresa de tarificación especial 806, y que él tan solo enviaba la gente a su web.
El mes de julio de 2014 publicó la canción llamada Soy un rumano en Madrid, que desató la polémica. Publicado bajo el título de la parodia Torbe, entre otros insultos, induce la idea de que la comunidad de rumanos en España está formada por prostitutas y ladrones de carteras.
En abril de 2016 es detenido y acusado presuntamente de pornografía con una menor, trata de seres humanos, evasión fiscal y blanqueo de capitales, ingresando en la cárcel madrileña de Soto del Real y luego en la de Estremera, en condición de prisión provisional y sin fianza, junto con dos de sus colaboradores. En declaraciones hechas, afirma que la única menor del caso es una chica de 17 años y 10 meses que falsificó su DNI para ganar dinero, y al final acabó demostrándose que las denuncias fueron falsas. En noviembre de 2016 es puesto en libertad provisional bajo una fianza de 100 000 €.
En junio de 2018 la juez del caso lo sobreseyó por los delitos de agresión sexual, extorsión, trata de seres humanos con fines de explotación sexual, blanqueo de capitales, fraude fiscal y pertenencia a organización criminal, aunque mantuvo la instrucción respecto de los delitos de distribución y posesión de pornografía de menores. El 25 de septiembre de 2023 se celebró el juicio, en que el acusado llegaba a un acuerdo con la Fiscalía por el que esta rebajaba su petición a dos años de prisión por dos delitos de posesión y distribución de pornografía infantil, tras reconocer el propio Torbe los hechos.

## Filmografía

### Director/escritor/actor
- 1996 Tripas (corto)
- 1997 Pito de Oro (corto)
- 1999 Enséñame las tetas (corto)
- 2015 Putero y yo (largometraje)
- 2015 Remigio (webserie)[29]
- 2021 Remigio 2ª temporada (webserie)

### Actor/productor

#### Series porno
- 2001 Torbe y sus Cerdillas
- 2004 Guarreridas
- 2004 Castings Porno
- 2005 Bukkake
- 2006 Pilladas
- 2006 Parejitas
- 2006 Pibonazos
- 2007 Padre Damián
- 2008 Anónimas
- 2008 Mi primera vez
- 2014 Spanish Glory Hole

#### Series no porno
- 2015 Remigio
- 2021 Remigio 2ª temporada

#### Películas porno
- 2005 Torrente X. Operación Vinagra (dirigida y protagonizada por él)
- 2006 Torrente X 2. Misión en Torrelavega
- 2008 Verano Afull (adaptación pornográfica de la famosa serie de televisión Verano Azul)
- 2009 Pajotes y Espeso (adaptación pornográfica de las películas de Pajares y Esteso)
- 2014 Torrente X3. El Chihuahua del Rey

#### Largometrajes
- 2015 Putero y yo
- 2015 Rodar hasta el fin
- 2015 Poseso

#### Cameos
- 2001 Torrente 2: Misión en Marbella
- 2005 Torrente 3: El protector
- 2006 Isi & Disi, alto voltaje
- 2011 Torrente 4: Lethal Crisis
- 2014 Hermosa Juventud
- 2014 Torrente 5: Operación Eurovegas

## Publicaciones

### Libros
| Título                                                            | Año de publicación | Páginas | ISBN              |
| ----------------------------------------------------------------- | ------------------ | ------- | ----------------- |
| Putalocura, Los mejores artículos de la web más friki de Internet | 2007               | 256     | 978-84-612-3103-4 |
| Sexo Cerdo                                                        | 2010               | 160     | 978-84-613-8256-9 |
| No me toques el pito que me irrito                                | 2010               | 130     | 978-84-614-2610-2 |
| Piso compartido                                                   | 2010               | 254     | 978-84-697-9471-5 |
| Diario de un putero                                               | 2011               | 124     | 978-84-614-9846-8 |
| Filosofía Torbellinesca para la vida moderna                      | 2011               | 192     | 978-84-616-9717-5 |
| Consejos Cerdos                                                   | 2012               | 134     | 978-84-616-3350-0 |
| Cómo olvidar definitivamente a la zorra de tu ex                  | 2012               | 128     | 978-84-697-2295-4 |
| Sexo Mas Cerdo                                                    | 2013               | 230     | 978-84-615-7136-9 |
| Las putas son Alegría                                             | 2020               | 300     | 978-84-121517-0-1 |
| Consultorio Sexual Freak                                          | 2020               | 356     | 978-84-121517-3-2 |
| La Buena Escort                                                   | 2021               | 110     | 978-84-121517-5-6 |
| El Cáncer Feminazi                                                | 2022               | 202     | 978-84-121517-7-0 |

### Cómics
| Título              | Año de publicación | Páginas | ISBN              |
| ------------------- | ------------------ | ------- | ----------------- |
| Mariano Malaostia   | 2019               | 116     | 978-84-121517-1-8 |
| Divertiras          | 2020               | 103     | 978-84-121517-2-5 |
| Mis comics años 90  | 2020               | 100     | 978-84-121517-4-9 |
| Mariano Malaostia 2 | 2022               | 128     | 978-84-121517-6-3 |
| Mariano Malaostia 3 | 2023               | 80      | 978-84-121517-8-7 |

## Canciones
- 2013 La Puntita Nada Más[30]
- 2013 Suda
- 2013 Bukkake
- 2013 Me voy de botellón
- 2014 Hay que meterla como sea
- 2014 Soy un rumano en Madrid
- 2015 Niño rata
- 2016 Cara de Tonto
- 2017 Un Mundo Mejor es Posible
- 2017 Viejoven
- 2020 Feminazi
- 2020 Yo controlo
- 2022 11 mujeres 22 tetas
- 2024 Spanish Do It Better